# Johannes Sarnow
Johannes Sarnow (* 24. Juni 1860 in Stralsund; † 20. Dezember 1924 in Stettin) war ein deutscher Jurist, preußischer Provinzialbeamter und Politiker. Er war von 1917 bis zu seinem Tod Landeshauptmann des Provinzialverbands Pommern.

## Leben

### Herkunft
Johannes Sarnow war der vierte Sohn des evangelischen Geistlichen Julius Ferdinand Sarnow (* 1816; † 1884), Diakon an St. Nikolai in Stralsund und zuletzt Pastor an St. Jakobi in Stralsund und Stadtsuperintendent, und dessen Ehefrau Johanna Tamms (* 1824), einer Schwester des Stralsunder Bürgermeisters Carl Friedrich Tamms. Johannes Sarnow hatte sechs Geschwister, darunter Georg Sarnow (* 1850; † 1935), der Marineoffizier wurde, zuletzt Konteradmiral.
Die Sarnows waren eine alteingesessene Stralsunder Familie, deren erster überlieferter Namensträger der Gewandschneider und spätere Bürgermeister Karsten Sarnow († 1393) war.

### Werdegang
Sarnow besuchte das Gymnasium seiner Heimatstadt und studierte danach Jura an der Friedrich-Wilhelms-Universität Berlin und an der Universität Jena. Seit 1878 war er Mitglied des Corps Thuringia Jena. Es folgten der Wehrdienst als Einjährig-Freiwilliger beim Infanterie-Regiment „Graf Schwerin“ (3. Pommersches) und das Rechtsreferendariat. Ein Jahr lang war Sarnow Gerichtsassessor beim Amtsgericht Stralsund. Dann wechselte er zu den Preußischen Staatseisenbahnen, wo er bei der Eisenbahndirektion Hannover und beim Eisenbahnbetriebsamt Kiel tätig war. Im Jahre 1891 wechselte Sarnow in die Verwaltung des Provinzialverbands Pommern nach Stettin. Hier wurde er 1892 Landesrat, 1912 auch Landessyndikus. Als der Landeshauptmann des Provinzialverbandes Paul von Eisenhart-Rothe preußischer Minister für Landwirtschaft, Domänen und Forsten wurde, wurde Sarnow am 14. November 1917 durch den Provinziallandtag der Provinz Pommern mit großer Mehrheit für eine Amtsperiode von sechs Jahren zum neuen Landeshauptmann gewählt. Der Landeshauptmann war der Leiter der Verwaltung des Provinzialverbandes.
Zu Sarnows Tätigkeitsbereichen als Landeshauptmann gehörten die Energiewirtschaft, in der ihm 1924 der Zusammenschluss kleinerer Unternehmen zur Überlandzentrale Pommern gelang, das Kleinbahnwesen, das öffentliche Bankwesen, in dem er auf die Gründung der Provinzialbank Pommern hinwirkte, und die Wohlfahrtspflege, in der er 1919 als Nachfolger des Oberpräsidenten Georg Michaelis Vorsitzender der als eingetragener Verein organisierten Hauptstelle für Kriegswohlfahrt wurde, die er bis 1924 in ein neues Landeswohlfahrtamt überführte.
Im Oktober 1917 wurde Sarnow Mitglied der Deutschen Vaterlandspartei, im Januar 1918 wurde er in deren Reichsausschuss gewählt. Bei der Wahl zur Deutschen Nationalversammlung im Januar 1919 unterstützte Sarnow, ebenso wie der pommersche Oberpräsident Georg Michaelis, die Deutschnationale Volkspartei.
Sarnow wurde 1923 vom Provinziallandtag der Provinz Pommern als Landeshauptmann für eine zweite Amtsperiode wiedergewählt, starb aber im folgenden Jahr nach kurzer Krankheit am Herzschlag. Er wurde auf dem Hauptfriedhof Stettin begraben; sein Grabstein wurde nach 1945 beseitigt.
Sarnow wurden der Rote Adlerorden IV. Klasse, der Kronen-Orden III. Klasse und das Verdienstkreuz für Kriegshilfe verliehen.

### Familie
Sarnow war seit 1881 verheiratet mit Maria Schmidt  (* 1866; † 1953) aus Kiel. Das Paar hatte drei Töchter und einen Sohn, der zu Beginn des Ersten Weltkriegs fünf Tage nach seinem 18. Geburtstag fiel.
Die Tochter Ebba (1904–2000) heiratete Friedrich Hünemörder und war die Mutter des Hamburger Historikers Christian Hünemörder.

## Schriften
- Denkschrift über die Entstehung und Entwickelung der pommerschen Überlandzentralen. Stettin 1922.
- Die Anstalten der Provinz. In: Erich Köhrer (Hrsg.): Pommern. Seine Entwicklung und seine Zukunft (= Deutsche Stadt – Deutsches Land. Band 6). Lima-Verlag, Berlin-Charlottenburg 1924, S. 21–24.